# 北美紅腹魚
北美紅腹魚（学名：Chrosomus eos）为輻鰭魚綱鯉形目雅羅魚科的其中一種，分布於北美洲加拿大新斯科舍省至西北地區與卑詩省、哈德遜灣、美國五大湖、密西西比河上游、密蘇里河、麥肯茲河流域，南至賓州北部、威斯康辛州、內布拉斯加州、科羅拉多州淡水流域，體長可達8公分，棲息於河源上游與小溪的湖、池塘、沼澤與水池，屬雜食性，以藻類及昆蟲幼蟲等為食，可做為觀賞魚。

## 扩展阅读
維基物種上的相關：曙鱥